# Ahmet Mücahid Ören
Ahmet Mücahid Ören (nascido em 1972), é um empresário turco-americano nascido em Istambul, Turquia. O presidente e atual CEO da İhlas Holding, Ören estudou economia na Universidade de Anadolu e também treinou como especialista em sistemas de computadores.
Ören é um cidadão naturalizado dos Estados Unidos e teve sua cerimônia de Juramento de Fidelidade em 14 de junho de 2001.